# Michelle Trachtenberg
Michelle Christine Trachtenberg (11 tháng 10 năm 1985 – 26 tháng 2 năm 2025) là một cố nữ diễn viên người Mỹ. Cô ra mắt truyền hình sau khi bắt đầu sự nghiệp trong các vai diễn quảng cáo truyền hình khi mới ba tuổi. Sau đó, cô được biết đến qua vai diễn trong loạt phim Những chuyến phiêu lưu của Pete & Pete (1994–1996) của Nickelodeon. Trachtenberg đã tiếp tục tham gia nhiều tác phẩm của Nickelodeon với tư các là diễn viên nhí. Năm 1997, cô đã giành được Giải thưởng Nghệ sĩ trẻ cho vai diễn Maggie trong Meego của CBS. Vào những năm thiếu niên cuối cùng và đầu tuổi 20, Trachtenberg đã nổi tiếng trong bộ phim Du ngoạn Âu châu (2004) và vai Georgina Sparks trong chương trình truyền hình Gossip Girl (2007–2012) của CW.
Trachtenberg đã hái gặt những thành công tiếp theo trong loạt phim truyền hình siêu nhiên Buffy the Vampire Slayer (2000–2003) trong vai Dawn Summers, em gái của nhân vật chính cùng tên trong chương trình. Thông qua màn trình diễn xuất sắc của công trong vai diễn đó, cô đã giành ba giải thưởng Giải thưởng Nghệ sĩ trẻ và ba đề cử Giải Sao Thổ. Cô cũng được đề cử Giải Daytime Emmy cho vai diễn người dẫn chương trình của loạt phim Truth or Scare (2001–2003) của Discovery Kids. Vào giữa những năm 2000, cô được biết đến qua vai chính trong bộ phim Công chúa sân băng (2005) và các vai phụ trong các bộ phim Mysterious Skin (2004) và Giáng sinh đẫm máu (2006). Cô cũng đóng vai chính trong loạt phim Mercy (2009–2010) của NBC trong vai Chloe Payne.
Vào những năm 2010, Trachtenberg đã đóng vai chính trong một số bộ phim truyền hình, bao gồm Ám sát Kennedy (2013) và Chị em thành thị (2015) và trong bộ phim khoa học viễn tưởng The Scribbler (2014). Cô đã lồng tiếng chính cho Judy trong loạt phim hoạt hình người lớn Human Kind Of (2018) của Facebook Watch và là nhà sản xuất điều hành loạt phim truyền hình dành cho thanh thiếu niên Guidance (2015–2017) và loạt phim tội phạm có thật Meet, Marry, Murder (2021) của Tubi.